# گنج آزتک
گنج آزتک (انگلیسی: The Treasure of the Aztecs) یک فیلم ماجراجویی وسترن محصول سال ۱۹۶۵ به کارگردانی روبرت زیودماک و بازیگران لکس بارکر، ژرار بره و میشل ژیراردون است. این محصول به عنوان یک تولید مشترک بین فرانسه، ایتالیا و آلمان غربی ساخته شده‌است.